# Corentin Tolisso
Corentin Tolisso (Tarare, 3 augustus 1994) is een Frans-Togolees betaald voetballer die doorgaans speelt als middenvelder. In juli 2022 verruilde hij  Bayern München voor Olympique Lyon. Tolisso maakte in 2017 zijn debuut in het Frans voetbalelftal.

## Clubcarrière
Tolisso kwam via Stade Amplepuissien en FC Pays de l'Arbresle in de jeugdopleiding van Olympique Lyon terecht. Bij die club brak hij in 2013 door in het eerste elftal. Hij speelde op 10 augustus van dat jaar zijn eerste duel als profvoetballer. Tolisso mocht tijdens een met 4–0 gewonnen wedstrijd thuis tegen OGC Nice in de blessuretijd invallen voor middenvelder Arnold Mvuemba. Tolisso veroverde in zijn tweede seizoen in de hoofdmacht een basisplaats als middenvelder. Hij speelde vanaf dat moment drie seizoenen op rij dan dertig competitiewedstrijden per seizoen.
Hij tekende in juni 2017 een contract tot medio 2022 bij Bayern München, dat circa zevenendertig miljoen euro voor hem betaalde aan Olympique Lyon. Hij maakte op 5 augustus 2017 zijn debuut voor de Duitse club, tijdens een gewonnen wedstrijd tegen Borussia Dortmund om de Duitse supercup 2017. Zijn eerste doelpunt volgde op 18 augustus 2017. Hij maakte die dag de 2–0 tijdens een met 3–1 gewonnen competitiewedstrijd thuis tegen Bayer Leverkusen. Tolisso werd in zijn eerste seizoen in Duitsland met Bayern landskampioen 2017/18. Hij droeg hier in 26 speelronden aan bij, waarvan 17 als basisspeler. Tolisso scheurde tijdens een competitiewedstrijd tegen Bayer Leverkusen op 15 september 2018 een kruisband in zijn rechterknie. Het kostte hem bijna heel 2018/19 om te herstellen. Hij kwam dat seizoen alleen nog vijfentwintig minuten in actie als invaller tijdens de met 0–3 gewonnen finale in het toernooi om de DFB-Pokal, tegen RB Leipzig.
Op 1 juli 2022 keerde hij transfervrij terug bij Olympique Lyon, waar hij een vijfjarig contract ondertekende.

## Clubstatistieken
| Seizoen | Club           | Competitie | Competitie | Competitie | Beker | Beker | Internationaal | Internationaal | Totaal | Totaal |
| Seizoen | Club           | Competitie | Wed.       | Dlp.       | Wed.  | Dlp.  | Wed.           | Dlp.           | Wed.   | Dlp.   |
| ------- | -------------- | ---------- | ---------- | ---------- | ----- | ----- | -------------- | -------------- | ------ | ------ |
| 2013/14 | Olympique Lyon | Ligue 1    | 14         | 1          | 2     | 0     | 9              | 0              | 25     | 1      |
| 2014/15 | Olympique Lyon | Ligue 1    | 38         | 7          | 2     | 0     | 3              | 0              | 43     | 7      |
| 2015/16 | Olympique Lyon | Ligue 1    | 33         | 5          | 5     | 2     | 6              | 0              | 44     | 7      |
| 2016/17 | Olympique Lyon | Ligue 1    | 31         | 8          | 1     | 1     | 14             | 4              | 46     | 13     |
| 2017/18 | Bayern München | Bundesliga | 26         | 6          | 5     | 1     | 8              | 3              | 39     | 10     |
| 2018/19 | Bayern München | Bundesliga | 2          | 1          | 2     | 0     | 0              | 0              | 4      | 1      |
| 2019/20 | Bayern München | Bundesliga | 13         | 1          | 5     | 0     | 10             | 3              | 28     | 4      |
| 2020/21 | Bayern München | Bundesliga | 16         | 1          | 2     | 1     | 4              | 1              | 22     | 3      |
| 2021/22 | Bayern München | Bundesliga | 15         | 2          | 3     | 1     | 4              | 0              | 22     | 3      |
| 2022/23 | Olympique Lyon | Ligue 1    | 30         | 1          | 4     | 0     | —              | —              | 34     | 1      |
| 2023/24 | Olympique Lyon | Ligue 1    | 25         | 2          | 5     | 0     | —              | —              | 30     | 2      |
| 2024/25 | Olympique Lyon | Ligue 1    | 6          | 1          | 0     | 0     | 1              | 0              | 7      | 1      |
| Totaal  | Totaal         | Totaal     | 249        | 36         | 36    | 6     | 59             | 11             | 344    | 53     |

Bijgewerkt op 2 oktober 2024.

## Interlandcarrière
Tolisso debuteerde op 28 maart 2017 in het Frans voetbalelftal. Op die dag werd door doelpunten van David Silva en Gerard Deulofeu met 0–2 verloren van Spanje. Hij mocht van bondscoach Didier Deschamps in de basis starten. Tien minuten voor het einde van de wedstrijd werd hij vervangen door Thomas Lemar. De andere debutant dit duel was Tiémoué Bakayoko.
In de zomer van 2018 werd Tolisso door Deschamps opgenomen in zijn selectie voor het WK in Rusland. Op het WK overleefde Frankrijk de groepsfase na overwinningen op Australië (2–1) en Peru (1–0) en een gelijkspel tegen Denemarken (0–0). In de knock-outfase werden achtereenvolgens Argentinië (4–3), Uruguay (0–2) en België (1–0) verslagen. In de finale werd Kroatië vervolgens met 4–2 verslagen. Tolisso speelde in vijf van de zeven wedstrijden mee. Tolisso maakte op 17 november 2019 zijn eerste interlanddoelpunt. Hij zette Frankrijk toen op 0–1 in een met 0–2 gewonnen kwalificatiewedstrijd voor het EK 2020 in en tegen Albanië.
Tolisso werd in mei 2021 door Deschamps opgenomen in de Franse selectie voor het uitgestelde EK 2020. Op het toernooi werd Frankrijk in de achtste finales uitgeschakeld door Zwitserland (3–3, 5–4 na strafschoppen), na in de groepsfase te hebben gewonnen van Duitsland (1–0) en te hebben gelijkgespeeld tegen Hongarije (1–1) en Portugal (2–2). Tolisso speelde mee tegen Duitsland, Hongarije en Portugal. Zijn toenmalige teamgenoten David Alaba (Oostenrijk), Robert Lewandowski (Polen), Benjamin Pavard, Kingsley Coman, Lucas Hernández (allen eveneens Frankrijk), Manuel Neuer, Joshua Kimmich, Serge Gnabry, Jamal Musiala, Niklas Süle, Leon Goretzka, Leroy Sané en Thomas Müller (allen Duitsland) waren ook actief op het EK.
| Interlands van Corentin Tolisso voor Frankrijk | Interlands van Corentin Tolisso voor Frankrijk | Interlands van Corentin Tolisso voor Frankrijk | Interlands van Corentin Tolisso voor Frankrijk | Interlands van Corentin Tolisso voor Frankrijk | Interlands van Corentin Tolisso voor Frankrijk | Interlands van Corentin Tolisso voor Frankrijk |
| №                                              | Datum                                          | Wedstrijd                                      | Uitslag                                        | Competitie                                     | Goals                                          |                                                |
| Als speler bij Olympique Lyon                  | Als speler bij Olympique Lyon                  | Als speler bij Olympique Lyon                  | Als speler bij Olympique Lyon                  | Als speler bij Olympique Lyon                  | Als speler bij Olympique Lyon                  | Als speler bij Olympique Lyon                  |
| ---------------------------------------------- | ---------------------------------------------- | ---------------------------------------------- | ---------------------------------------------- | ---------------------------------------------- | ---------------------------------------------- | ---------------------------------------------- |
| 1                                              | 28 maart 2017                                  | Frankrijk – Spanje                             | 0 – 2                                          | Vriendschappelijk                              |                                                |                                                |
| Als speler bij Bayern München                  |                                                |                                                |                                                |                                                |                                                |                                                |
| 2                                              | 7 oktober 2017                                 | Bulgarije – Frankrijk                          | 0 – 1                                          | WK 2018 kwalificatie                           |                                                |                                                |
| 3                                              | 10 oktober 2017                                | Frankrijk – Wit-Rusland                        | 2 – 1                                          | WK 2018 kwalificatie                           |                                                |                                                |
| 4                                              | 10 november 2017                               | Frankrijk – Wales                              | 2 – 0                                          | Vriendschappelijk                              |                                                |                                                |
| 5                                              | 14 november 2017                               | Duitsland – Frankrijk                          | 2 – 2                                          | Vriendschappelijk                              |                                                |                                                |
| 6                                              | 27 maart 2018                                  | Rusland – Frankrijk                            | 1 – 3                                          | Vriendschappelijk                              |                                                |                                                |
| 7                                              | 28 mei 2018                                    | Frankrijk – Ierland                            | 2 – 0                                          | Vriendschappelijk                              |                                                |                                                |
| 8                                              | 1 juni 2018                                    | Frankrijk – Italië                             | 3 – 1                                          | Vriendschappelijk                              |                                                |                                                |
| 9                                              | 9 juni 2018                                    | Frankrijk – Verenigde Staten                   | 1 – 1                                          | Vriendschappelijk                              |                                                |                                                |
| 10                                             | 16 juni 2018                                   | Australië – Frankrijk                          | 2 – 1                                          | WK 2018                                        |                                                |                                                |
| 11                                             | 30 juni 2018                                   | Frankrijk – Argentinië                         | 4 – 3                                          | WK 2018                                        |                                                |                                                |
| 12                                             | 6 juli 2018                                    | Uruguay – Frankrijk                            | 0 – 2                                          | WK 2018                                        |                                                |                                                |
| 13                                             | 10 juli 2018                                   | Frankrijk – België                             | 1 – 0                                          | WK 2018                                        |                                                |                                                |
| 14                                             | 15 juli 2018                                   | Frankrijk – Kroatië                            | 4 – 2                                          | WK 2018                                        |                                                |                                                |
| 15                                             | 6 september 2018                               | Duitsland – Frankrijk                          | 0 – 0                                          | Nations League 2018/19                         |                                                |                                                |
| 16                                             | 7 september 2019                               | Frankrijk – Albanië                            | 4 – 1                                          | EK 2020 kwalificatie                           |                                                |                                                |
| 17                                             | 10 september 2019                              | Frankrijk – Andorra                            | 3 – 0                                          | EK 2020 kwalificatie                           |                                                |                                                |
| 18                                             | 11 oktober 2019                                | IJsland – Frankrijk                            | 0 – 1                                          | EK 2020 kwalificatie                           |                                                |                                                |
| 19                                             | 14 oktober 2019                                | Frankrijk – Turkije                            | 1 – 1                                          | EK 2020 kwalificatie                           |                                                |                                                |
| 20                                             | 14 november 2019                               | Frankrijk – Moldavië                           | 2 – 1                                          | EK 2020 kwalificatie                           |                                                |                                                |
| 21                                             | 17 november 2019                               | Albanië – Frankrijk                            | 0 – 2                                          | EK 2020 kwalificatie                           | 8'                                             |                                                |
| 22                                             | 7 oktober 2020                                 | Frankrijk – Oekraïne                           | 7 – 1                                          | Vriendschappelijk                              | 65'                                            |                                                |
| 23                                             | 14 oktober 2020                                | Kroatië – Frankrijk                            | 1 – 2                                          | Nations League 2020/21                         |                                                |                                                |
| 24                                             | 2 juni 2021                                    | Frankrijk – Wales                              | 3 – 0                                          | Vriendschappelijk                              |                                                |                                                |
| 25                                             | 8 juni 2021                                    | Frankrijk – Bulgarije                          | 3 – 0                                          | Vriendschappelijk                              |                                                |                                                |
| 26                                             | 15 juni 2021                                   | Frankrijk – Duitsland                          | 1 – 0                                          | EK 2020                                        |                                                |                                                |
| 27                                             | 19 juni 2021                                   | Hongarije – Frankrijk                          | 1 – 1                                          | EK 2020                                        |                                                |                                                |
| 28                                             | 23 juni 2021                                   | Portugal – Frankrijk                           | 2 – 2                                          | EK 2020                                        |                                                |                                                |

Bijgewerkt op 2 oktober 2024.

## Erelijst
| Competitie            |                |                                             |                |                |
| Competitie            | Aantal         | Jaren                                       |                |                |
| Bayern München        | Bayern München | Bayern München                              | Bayern München | Bayern München |
| --------------------- | -------------- | ------------------------------------------- | -------------- | -------------- |
| Bundesliga            | 5              | 2017/18, 2018/19, 2019/20, 2020/21, 2021/22 |                |                |
| DFB-Pokal             | 2              | 2018/19, 2019/20                            |                |                |
| DFL-Supercup          | 4              | 2017, 2018, 2020, 2021                      |                |                |
| UEFA Champions League | 1              | 2019/20                                     |                |                |
| UEFA Super Cup        | 1              | 2020                                        |                |                |
| FIFA Club World Cup   | 1              | 2020                                        |                |                |
| Frankrijk             |                |                                             |                |                |
| FIFA WK               | 1              | 2018                                        |                |                |